# Чачиети
Чачиети (груз. ჭაჭიეთი) — село в Грузии, на территории Чохатаурского муниципалитета края (мхаре) Гурия.

## География
Село находится в западной части Грузии, к югу от реки Губазеули, на расстоянии приблизительно 5 километров (по прямой) к юго-западу от посёлка городского типа Чохатаури, административного центра муниципалитета. Абсолютная высота — 246 метров над уровнем моря.

## Население
По результатам официальной переписи населения 2014 года, в Чачиети проживало 185 человек (90 мужчин и 95 женщин). В национальной структуре населения грузины составляли 100 %.
| Год  | Население, человек |
| ---- | ------------------ |
| 2002 | 264                |
| 2014 | ↘ 185              |